# Bitva o Tinian
Bitva o Tinian představovala poslední fázi amerického tažení na Marianách během války v Tichomoří. Ze všech tří obojživelných útoku na marianské ostrovy Saipan, Tinian a Guam se jednalo o nejúspěšnější operaci. Za osm dní se Američanům podařilo ostrov dobýt a to za cenu 328 padlých vojáků, což bylo ve srovnání s útoky na Guam a Saipan poměrně málo obětí. Ostrov byl po dobytí Američany přebudován na leteckou základnu, z níž startovaly bombardéry B-29 na Japonsko. V srpnu 1945 také z ostrova odstartovala obě letadla, která shodila atomové bomby na Hirošimu a Nagasaki, B-29 Enola Gay a B-29 Bockscar.

## Přípravy k vylodění
Po dobytí Saipanu a vylodění na Guamu zbyly na Marianách Japoncům ostrovy Tinian a Rota. Rota byla letecky neutralizována, a tak byl na řadě Tinian. Tinian měl velký význam, protože byl ze všech ostrovů na Marianách nejméně hornatý a skýtal skvělé místo pro zbudování letišť a také se nacházel pouze tři míle jižně od Saipanu a znamenal pro něj hrozbu. Japonci na jihu ostrova vybudovali dvě letiště dlouhá 1 600 m a třetí se nacházelo ve středu ostrova a bylo ve výstavbě. Na ostrově se nacházela dvě místa vhodná k útoku, neboť všude jinde byly útesy i 30 m vysoké. Severní pláže byly nazvány Bílá 1 a Bílá 2, jižnější pláž na východním pobřeží byla pojmenována Žlutá. U obou se vylodily jednotky žabích mužů, kteří rozhodli, že vhodnější pro vylodění budou bílé pláže. Jako den D byl stanoven 24. červenec. K útoku byly vybrány 2. a 4. divize námořní pěchoty.     

## Vylodění
Kolem šesté hodiny ráno 24. července zahájil fingovaný útok Demonstrační oddíl poblíž města Tinian. Plukovník Ogata si myslel, že k vylodění dojde tam, a proto když v půl osmé začal útok na Bílých plážích, nebyly tam síly, co by jej zastavily. Na pláži Bílá 1 proběhlo vylodění bez větších problémů a Američané postoupili do vnitrozemí. Na pláži Bílá 2 bránily postupu dva betonové bunkry, které se nakonec povedlo zneškodnit. Japonci však měli v tomto prostoru děla a minomety a ty neustále střílely na americké pozice. Do večera bylo na ostrově 15 000 Američanů.  

## Boj o ostrov
V noci z 24. na 25. července provedly dva japonské prapory za podpory tanků protiútok ve třech vlnách. Světlice z amerických torpédoborců osvětlily krajinu a Japonci byli pro americké kulomety snadný cíl. Útok byl bez větších problémů odražen. Dne 25. července se vylodila 2. divize námořní pěchoty, a tak začal rychlý a nezadržitelný postup amerických sil. Dne 26. července bylo obsazeno hlavní letiště u výběžku Uši a celá severní strana ostrova. Tlak amerických divizí se tím pádem obrátil k jihu. Odpoledne 30. července bylo obsazeno město Tinian a poté minolovky rychle vyčistily Sunharonskou zátoku a její pláže se staly hlavním výkladištěm zásob a materiálu. Velitelé předpokládali, že se Japonci zahnaní na konec ostrova budou bránit do posledního dechu, proto učinili všechna opatření, aby vojákům co nejvíce pomohli. Závěrečný útok provedli ve dnech 31. července a 1. srpna, kdy se museli vypořádat se silným odporem japonských vojáků. 1. srpna Japonci provedli poslední organizované protiútoky, které byly za pomoci děl odraženy. Toho dne v 18:55 prohlásil generálmajor Schmidt ostrov za dobytý.

## Po bitvě
Dobytí ostrova za druhé světové války bylo vždy kontroverzní. U Tinianu to platilo obzvlášť, protože se v džungli a v horách skrývali japonští vojáci. Ti se pokoušeli vést gerilovou válku, ale většina se buď zabila, vzdala nebo vyhladověla. Několik vojáků se skrývalo i dlouho po konci války, protože nechtěli uvěřit, že Japonsko kapitulovalo.   